# Luigi Carlo Borromeo

Bischof Luigi Carlo Borromeo

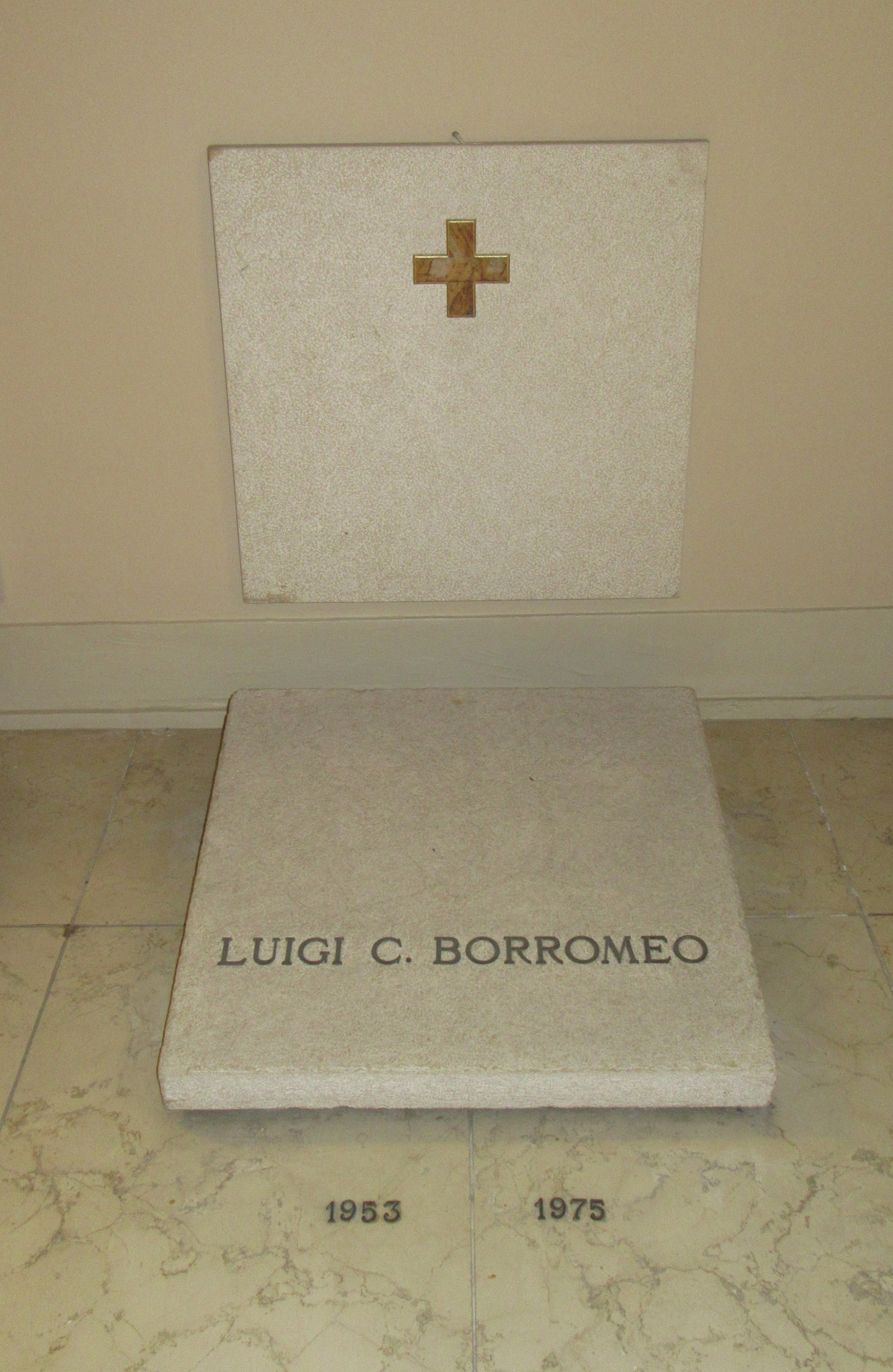
Bischof Borromets Grab, in der Kathedrale von Pesaro.

Luigi Carlo Borromeo (* 26. Oktober 1893 in Graffignana, Provinz Lodi, Italien; † 4. Juli 1975 ebenda) war von 1952 bis 1975 römisch-katholischer Bischof von Pesaro.

## Leben
Luigi Carlo Borromeo empfing am 30. März 1918 in Lodi das Sakrament der Priesterweihe. 
Papst Pius XII. ernannte ihn 1951 zum Titularbischof von Choma und bestellte ihn als Weihbischof im Bistum Lodi. Die Bischofsweihe spendeten ihm am 2. Dezember 1951 Pietro Calchi Novati, Bischof von Lodi, und die Mitkonsekratoren Bischof Amerigo Galbiati und Erzbischof Carlo Livraghi. Am 28. Dezember 1952 erfolgte durch Papst Pius XII. die Bestellung zum Bischof des Bistums Pesaro.
Er war Ratsmitglied während des Zweiten Vatikanischen Konzils, und in Pesaro weihte er 1971 die neue Pfarrkirche, gewidmet St. Karl Borromäus.

## Bibliografie
- Ernesto Preziosi, "La marea che sale…" Mons. Luigi Borromeo vescovo di Pesaro e l'apertura a sinistra, in Frammenti. Quaderni per la ricerca, nº 11, 2007.